# Ștefan Držislav
Ștefan Držislav (n. secolul al X-lea – d. 996 d.Hr.) a fost regele Croației din 969 până la moartea sa în 997. El făcea parte din dinastia Trpimirović și își avea reședința la Biograd, de unde conducea cu Godemir în poziția de ban.

## Biografie

### Perioada timpurie
Ștefan Držislav a fost fiul regelui Mihajlo Krešimir al II-lea și al soției acestuia, Elena de Zadar. Elena a condus de facto statul în calitate de regentă pentru tânărul rege din 969 până la moartea sa la 8 octombrie 976. Ștefan Držislav s-a aliat cu bizantinii în războiul dintre împăratul bizantin Vasile al II-lea și țarul bulgar Samuil. După ce Vasile al II-lea a reușit să apere toate orașele de pe coasta Mării Adriatice de incursiunea lui Samuil spre Zadar în 986, acestea au trecut înapoi sub control croat. Țarul Bulgariei a atacat ulterior centrul Croației și a cucerit teritoriul dintre râurile Drina și Bosna. În timpul războiului țarul Samuil urmărea să-i captureze pe unii dintre propriii săi veri, aceștia din urmă fugind în multe cazuri în Croația după ajutor. Regele Držislav a adăpostit 14 dintre aceștia, oferindu-le ospitalitate și o reședință în apropiere de Klis. Potrivit arhiepiscopului de Split, Martin, aceștia au strâns în 994 bani pentru construcția Bisericii Ortodoxe Sf. Mihail în Solin.
Împăratul bizantin l-a recompensat pe Držislav pentru ajutorul oferit în cadrul alianței împotriva bulgarilor cu titlurile de Patriarh și Exarh al Dalmației, ceea ce-i acorda autoritate formală asupra Themei Dalmației. El a primit ulterior însemnul regal din partea împăratului și a fost încoronat de către arhiepiscopul de Split la Biograd în 988.
Držislav a continuat eforturile părinților săi și a căpătat controlul asupra Themei Dalmației, pierdută de Croația sub Trpimir al II-lea în favoarea Bizanțului. Pe atunci această regiune includea orașele (fără hinterlandurile lor) Krk, Osor, Rab, Zadar, Trogir și Split. Multe din atribuțiile sale le delega puternicilor săi guvernatori (bani).

### Domnie
Cronica scrisă de Toma Arhidiaconul în sec. XIII, Historia Salonitana, afirmă că Zachlumia făcea parte din Regatul Croației înainte și după domnia lui Ștefan Držislav.
După un secol de pace dogele Veneției Pietro al II-lea Orseolo a decis să nu mai plătească tribut regelui Croației, reluând astfel vechile ostilități dintre cele două state. Ștefan Držislav împreună cu narentanii au redeschis conflictele navale împotriva navelor venețiene, dar fără prea mare succes. El a trimis soli în Veneția cerând plata tributului, dar dogele venețian a ales să continue războiul. Držislav a murit la puțin timp după aceasta (în 997), lăsând țara divizată între fiii săi, lucru de care a profitat Veneția. Înainte de moartea sa regele croat i-a oferit fiului său cel mai mare, Svetoslav, titlul de duce, acesta devenind astfel co-domnitor. Prin această mișcare Držislav încerca să-l pregătească pe fiul său de succesiune. Este foarte probabil că Svetoslav a domnit împreună cu tatăl său pe parcursul anilor 990. Pe niște plăci de piatră a bisericii din Knin datată din sec. X stă inscripția latină: CLV DUX HROATOR IN TE PUS D IRZISCLV DUCE MAGNU (trad: Svetoslav, Ducele Croaților în timpul Marelui Duce Drzislav). Aceste lespezi sunt păstrate în prezent la Muzeul Monumentelor Arheologice din Croația (Split).
Domnia lui Držislav a fost una dintre cele mai lungi din istoria Regatului Croației, cuprinzând aproape trei decenii. El a avut trei fii: Svetoslav, Krešimir și Gojslav. Toți trei au ajuns să poarte titlul de Rege al Croației în următoarele decenii.